# كأس ديفيز 1970
كأس ديفيز 1970 هو الموسم 59 من  كأس ديفيز. فاز فيه منتخب الولايات المتحدة لكأس ديفيز.